# Lipnik (województwo łódzkie)
Lipnik – wieś w Polsce położona w województwie łódzkim, w powiecie pajęczańskim, w gminie Siemkowice.
Miejscowość typowo rolnicza, położona malowniczo w Kotlinie Szczercowskiej. Głównym źródłem utrzymania ludności jest uprawa chrzanu. Rodzimy folklor upowszechnia ludowy Zespół Śpiewaczy Lipniczanie.
W latach 1954–1968 wieś należała i była siedzibą władz gromady Lipnik, po jej zniesieniu w gromadzie Radoszewice. W latach 1975–1998 miejscowość administracyjnie należała do województwa sieradzkiego.